# 赤井孝美
赤井 孝美（あかい たかみ、1961年11月21日 - ）は、日本のイラストレーター、ゲームクリエイター、プロデューサー。米子ガイナックス株式会社所属（代表取締役）。妻は漫画家のひぐちきみこ。

有限会社ナインライブス代表、株式会社ガイナックス取締役などを歴任した。

## 概要
イラストレーターとして活動すると同時に、原案、キャラクターデザインなどを手がけるゲームクリエーターとしても活動するなど、多彩な分野で活躍している。赤井自身は自らの職業について「イラストレーター、企画プロデューサー」 と表現している。
DAICON FILMのメンバーらとともに、ガイナックスの起ち上げに参加した。1991年、監督・脚本・キャラクターデザインを務めた『プリンセスメーカー』を発表し、「美少女シミュレーション」というジャンルを確立したと評された。その後、自身の会社「ナインライブス」を起ち上げて活動していたが、2001年、ガイナックスに取締役として復帰した。2007年、ガイナックスの取締役を退任した。

## 来歴

### 生い立ち
鳥取県米子市出身。鳥取県立境高等学校卒業。大阪芸術大学芸術学部映像計画学科（現・映像学科）在学中、同じ学部に在籍していた山賀博之、庵野秀明らと知り合う。また、島本和彦や南雅彦も大学の同期生にあたる。

### DAICON FILMからガイナックスへ
大阪芸術大学在学中に山賀、庵野と制作した、第20回日本SF大会（「DAICON III」）のオープニングアニメーションのキャラクターデザインを担当。後に「DAICON IV」のオープニングアニメーションにも携わり、これらを制作したDAICON FILMのメンバーとともにアニメーション制作会社であるガイナックスを立ち上げる。アニメや特撮の活動が中心になったため、大学は卒業せず中退している。
自主制作フィルム『帰ってきたウルトラマン』では特技監督を務め、ペーパークラフトの効果的な使用やカメラワークの工夫で、後年に円谷プロから許可を得た上でDVD化されるほどの特撮シーンを作りあげた（なお、後の作品『八岐之大蛇の逆襲』での特撮シーンを手がけたのは当時高校生だった樋口真嗣である）。

### ナインライブスの設立
1994年、ガイナックスから独立し、自身の会社としてナインライブスを起ち上げ、その代表に就任した。しかし、2001年、ガイナックスに取締役として復帰した。その後、ナインライブスは休業状態となり、同社の商品の販売や公式ウェブサイトの運営はガイナックスが代行した。

### ガイナックスへの復帰～取締役退任、そして米子ガイナックス設立
2007年4月4日、mixiにて、2ちゃんねるアニメ板の『天元突破グレンラガン』を批判するスレッドを読んで憤慨し「キモオタ死ね」と発言をしたガイナックス女性社員の日記に「そんなのマトモに読むのは、肛門に顔近づけて深呼吸するようなもんです」という趣旨のコメントをし、インターネット上で物議を釀すこととなった。この騒動の責任をとる形で同年4月27日に『天元突破グレンラガン』のアニメーションプロデューサーを降板し、同時にガイナックス取締役を辞任すると表明した。この件について、赤井は「企画準備期間から数えて5年以上関わった作品の役職をこのような形で辞することは断腸の思い」だが、「今回の処置をもって、私たちが視聴者の皆様を大切に考えていることが僅かでも伝われば幸いです」としている。その後表立った活動は見られなかったが、2010年頃から、郷土である鳥取県米子市から文化発信する企画「米子映画事変」、自主映画『ネギマン』製作等で活動していた。2012年にはJリーグ・ガイナーレ鳥取のマスコットキャラ「強小戦士 ガイナマン」のデザインを担当した。2015年には鳥取県出身の森山一保の漫画を原作とするアニメ『こども刑事めめたん』の総監督を務める。
2014年5月、郷里の鳥取県米子市に米子ガイナックス株式会社を設立し、代表取締役に就任。その後、東京から拠点を移して、2017年頃から同社での活動を本格化した。2019年からはショートアニメシリーズ「ガイナタマガー」を制作している。

## 人物
ガイナックス時代に製作した『電脳学園』の表現規制を巡って訴訟を起こし、最高裁まで争ったことがあるが、敗訴後は規制について中立の立場を公言しており、世間とメディアの関係上、クリエイターはその中で工夫して面白いものを作れば良いとして、「我々の仕事は大喜利みたいなもので、お題がヒドいから司会者にやめろと言うのは違うんじゃないの、と思うんです」と発言している。その上で、サブカルチャーは規制される側だからこそ面白く、海外の評価にマスコミや行政が迎合するのは賛同しないと述べている。そして「趣味には必ず、後ろめたさ、がともなっていて欲しい」と語って、サブカルチャーには反社会的な一面があり、犯罪を助長していると非難される危険性を常に孕んでいると指摘して、「我々は常に臨戦態勢でないといけない」と警鐘を鳴らしている。

## 関わった主な作品
- 星界の紋章
- 星界の戦旗
- ぷちぷり*ユーシィ
- プリンセスメーカー
- ゲッツェンディーナー
- 電脳学園
- 赤井孝美WORKS
- 王立宇宙軍 オネアミスの翼
- DAICON III OPENING ANIMATION
- DAICON IV OPENING ANIMATION
- 愛國戰隊大日本
- 帰ってきたウルトラマン マットアロー1号発進命令（特技監督、撮影・編集）
- 八岐之大蛇の逆襲
- 実写版 アップルシード
- ドラゴンクエスト ファンタジア・ビデオ
- 天元突破グレンラガン
- めだかボックス
- ネギマン
- ラーメンの女神
- ガイナタマガー